# 스펙트로헬리오스코프
스펙트로헬리오스코프(Spectrohelioscope)는 조지 엘러리 헤일이 1924년에 설계한 태양 망원경의 일종으로, 태양을 선택된 파장의 빛으로 볼 수 있게 한다. 이름은 라틴어 및 그리스어 기반 단어에서 유래했다. "Spectro"는 광학 스펙트럼을 의미하고, "helio"는 태양을 의미하며, "scope"는 망원경과 같다.

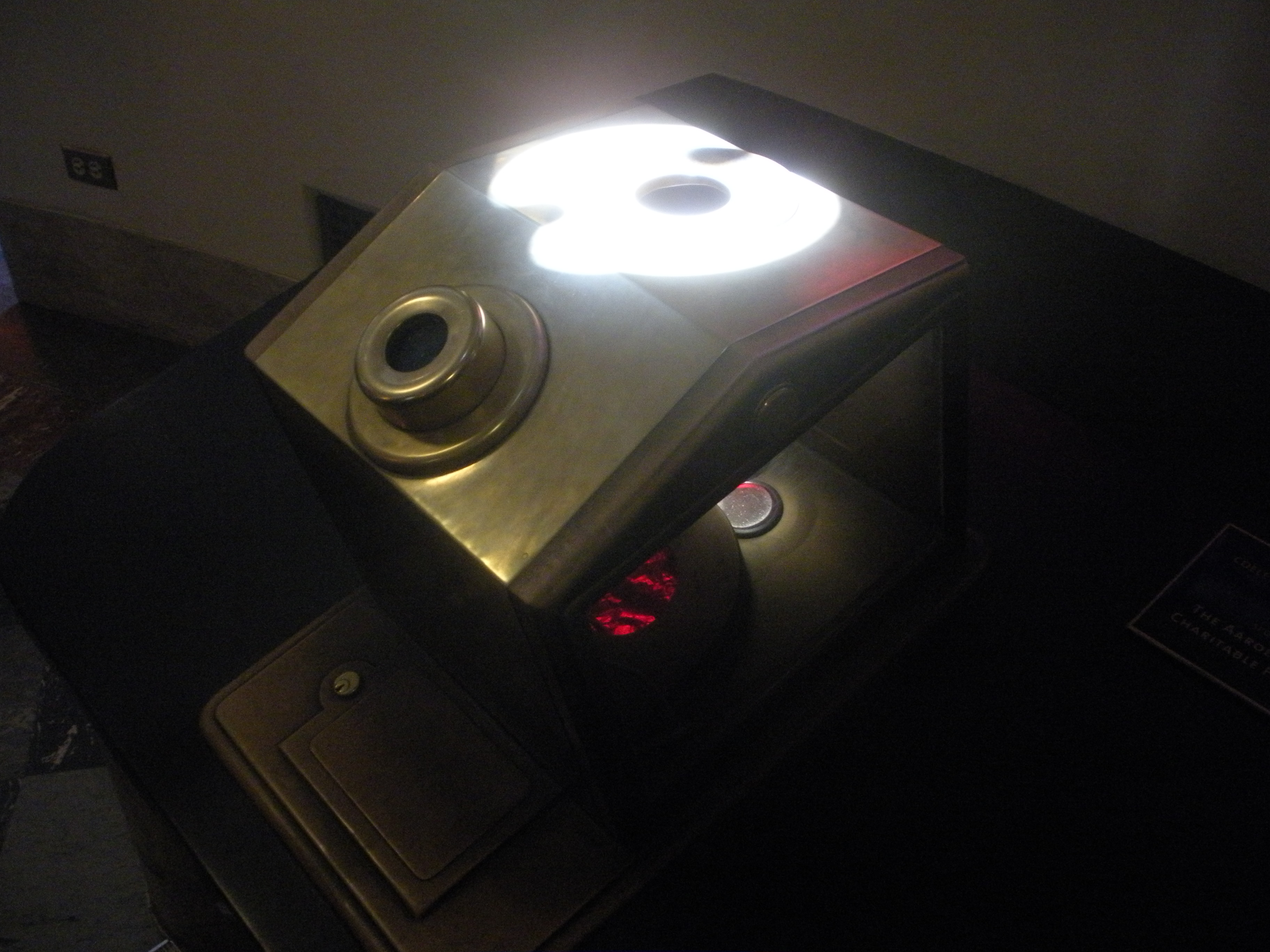
그리피스 천문대의 스펙트로헬리오스코프, H-알파에 맞춰졌다.

일반적인 스펙트로헬리오스코프의 개략도. 두 슬릿이 빠르게 진동하여 태양의 일부를 단색광으로 볼 수 있다. 다양한 변형이 가능하다: 시준은 오목 거울로 할 수 있고, 분산은 유리 프리즘으로 달성할 수 있으며, 스캔은 고정 슬릿과 회전하는 정사각형 프리즘으로 달성할 수 있다. 크고 섬세하기 때문에 (일반적으로 3미터 이상) 스펙트로헬리오스코프는 보통 고정되어 있으며, 움직이는 거울로 태양을 추적한다.

기본적인 스펙트로헬리오스코프는 분광기를 사용하여 태양 표면을 스캔하는 복잡한 장치이다. 대물렌즈의 이미지는 좁은 슬릿에 초점을 맞춰 태양 표면의 얇은 부분만 보이게 한다. 빛은 그 다음 프리즘이나 회절격자를 통과하여 스펙트럼으로 확산된다. 그 다음 스펙트럼은 다른 슬릿에 초점을 맞춰 스펙트럼의 좁은 부분(관찰을 위해 원하는 파장의 빛)만 통과시킨다. 빛은 마지막으로 접안렌즈에 초점을 맞춰 태양 표면을 볼 수 있다. 그러나 보이는 것은 태양 표면의 좁은 띠뿐이다. 전체 이미지를 제공하기 위해 슬릿은 태양의 전체 표면을 스캔하기 위해 함께 움직인다. 움직이는 슬릿 대신 독립적으로 고개를 끄덕이는 거울을 사용하여 동일한 스캔을 생성할 수 있다. 첫 번째 거울은 태양의 한 조각을 선택하고, 두 번째 거울은 원하는 파장을 선택한다.
스펙트로헬리오그래프는 유사한 장치이지만, 특정 파장에서 태양을 사진 촬영하며 전문 관측소에서 여전히 사용된다.

## 같이 보기
- 태양경
- 태양의